# لاجاردي جروب

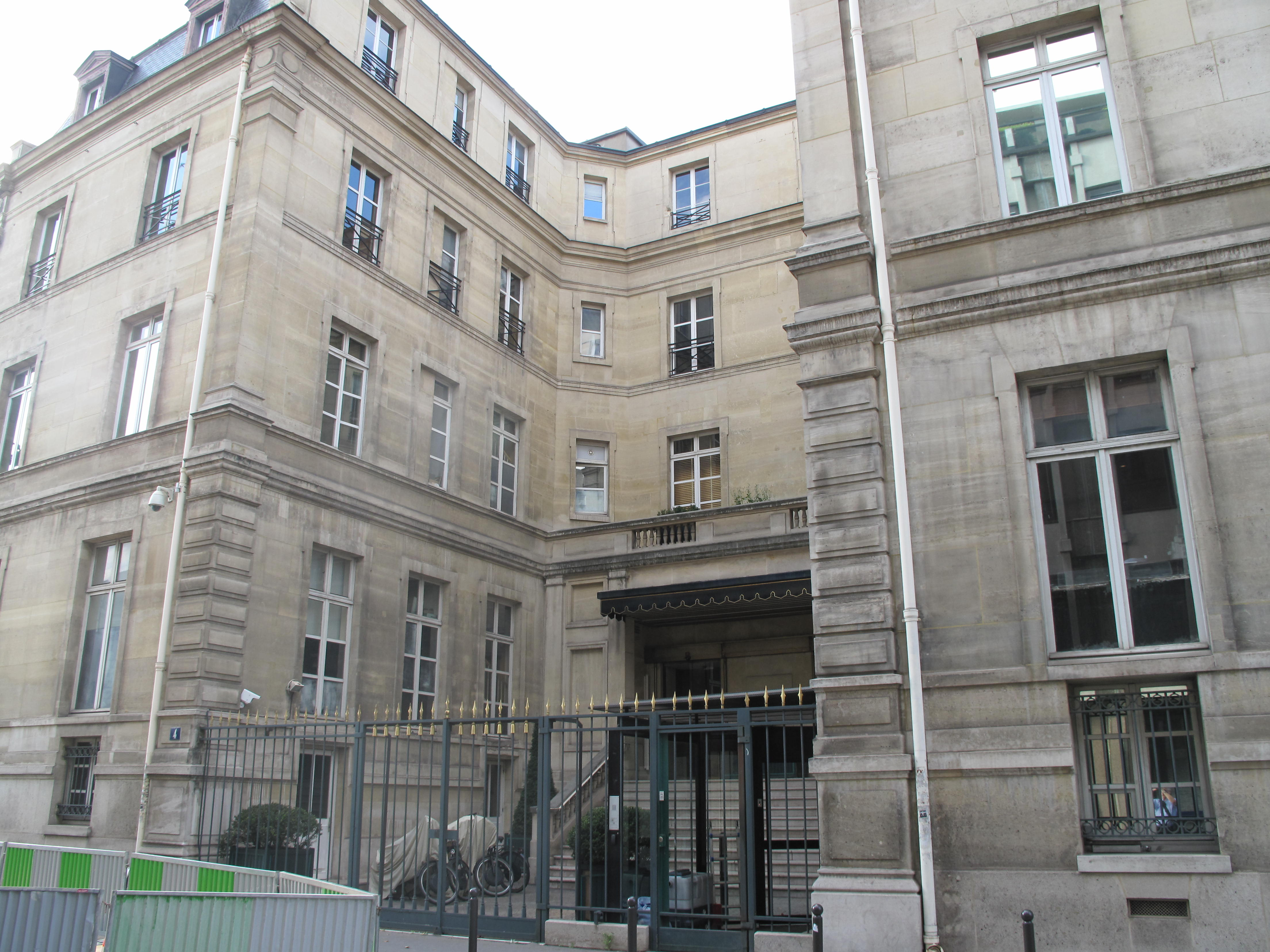
المقر الرئيسي شارع بريسبورغ في باريس

لاجاردي جروب (Lagardère SCA) هي مجموعة دولية لها عمليات في أكثر من 40 دولة. يقع مقرها الرئيسي في الدائرة 16 في باريس .  تم إنشاء المجموعة في عام 1992 باسم ماترا و هاشيت & لاجاردي. كانت تغطي ذات يوم مجموعة واسعة من الصناعات ، لكنها تركز الآن بشكل كبير على قطاع الإعلام. يرأسه أرنو لاغاردير ، ويركز على قسمين من الأقسام ذات الأولوية: لاجاردي للنشر و لاجاردي لرحلات التجزئة. من كتاب والنشر الالكتروني قسم ( اغاردير النشر يتضمن) بصمة كبيرة هاشيت ليفر . تشمل وحدة لاجاردي لرحلات التجزئة متاجر التجزئة ، إلى حد كبير في المطارات  ومحطات السكك الحديدية . يشمل نطاق أعمال المجموعة أيضًا أنشطة أخرى ، بما في ذلك لاجاردير نيوز ( باري ماتش و لو جورنال دو ديمانش و يوروب 1 و راديو فيرجين و أر أف أم ورخصة العلامة التجارية إللي) و لاجاردي لايف للترفيه.

## روابط خارجية
- الموقع الرسمي
- لاجاردير للنشر / هاشيت ليفر
- لاجاردير ترافيل ريتيل
- لاجاردير للرياضة والترفيه نسخة محفوظة 12 مايو 2020 على موقع واي باك مشين.
- مؤسسة جان لوك لاجاردير
- LS السفر بالتجزئة آسيا نسخة محفوظة 12 أغسطس 2019 على موقع واي باك مشين.